# Takeshi Onaga
Pour les articles homonymes, voir Onaga.
Takeshi Onaga (翁長 雄志, Onaga Takeshi), né le 2 octobre 1950 à Naha et mort le 8 août 2018 à Urasoe, est un homme politique japonais. Conseiller municipal de Naha de 1985 à 1992, membre de l'Assemblée préfectorale d'Okinawa de 1992 à 1996 et maire de Naha de 2000 à 2014, il est élu gouverneur de la préfecture d'Okinawa en 2014 en tant qu'indépendant. Son mandat est marqué par son opposition à la présence de bases militaires américaines dans l'archipel. Il meurt en fonction en 2018 et le représentant de la troisième circonscription d'Okinawa, Denny Tamaki, le remplace après une élection partielle.

## Jeunesse
Takeshi Onaga est né le 2 octobre 1950 à Naha, dans la préfecture d'Okinawa, contrôlée à l'époque par un gouvernement militaire américain depuis la défaite du Japon dans la Seconde Guerre mondiale. Son père, Josei Onaga, est un homme politique qui a été maire de Naha, et sa mère, Kazuko, est négociante.
Selon son biographe Kōji Matsubara, Onaga s'intéresse à la politique depuis son enfance. À douze ans, il confie à ses camarades de classe vouloir se présenter plus tard aux élections municipales. Onaga étudie à l'université Hōsei à Tokyo mais, comme Okinawa est toujours sous occupation américaine contrairement au reste du Japon, il doit obtenir un passeport pour se rendre dans la capitale.

## Parcours politique
Après avoir obtenu son diplôme de l'université Hōsei, Onaga retourne à Okinawa, peu de temps avant que les îles de l'archipel soient restituées au Japon en 1972. Onaga travaille brièvement pour une entreprise de construction avant d'intégrer le conseil municipal de Naha en 1985 sur la liste du Parti libéral-démocrate (PLD). En 1992, il est élu membre de l'Assemblée préfectorale d'Okinawa,.

### Maire de Naha
En novembre 2000, il est élu maire de Naha en tant que candidat indépendant,. Pendant son mandat, il soutient le projet de déménagement de la base américaine de Futenma, située dans une zone urbaine proche de Naha, à Nago, dans une zone plus reculée de l'île d'Okinawa. Selon son biographe, Onaga ne donne son accord qu'avec réticence. Il pense que le déplacement de la base est contraire à la volonté de la population okinawaïenne mais, en tant que maire, n'estime pas être en mesure de s'opposer au gouvernement central, favorable au projet. Onaga effectue au total quatre mandats de maire jusqu'en 2014.

### Gouverneur d'Okinawa
Candidat indépendant aux élections gouvernorales d'Okinawa de 2014 (ja), Onaga remporte le scrutin face au gouverneur sortant Hirokazu Nakaima. Sa campagne est centrée sur son opposition au déménagement de la base de Futenma dans une autre municipalité d'Okinawa et, plus généralement, à la présence militaire américaine dans l'archipel. En octobre 2015, il révoque une première fois le permis de construire nécessaire à la poursuite des travaux de la nouvelle base. Sa position fait régulièrement d'Onaga la cible de campagnes de dénigrement de la part de militants de droite japonais sur Internet.

## Mort
Onaga reçoit le diagnostic d'un cancer du pancréas en avril 2018, se fait opérer et reprend ses fonctions de gouverneur en mai. Selon le New York Times, il paraît « visiblement affaibli » lors d'une cérémonie de commémoration en juin.
Onaga meurt le 8 août 2018 dans un hôpital à Urasoe, à 67 ans, quatre jours après avoir annoncé sa dernière tentative de révoquer le permis de construire de la nouvelle base militaire,. Son adjoint, Kiichirō Jahana, le remplace en tant que gouverneur par intérim et annonce la tenue d'une élection sous cinquante jours. Environ 70 000 personnes se réunissent à Okinawa le 11 août en mémoire d'Onaga et de ses efforts pour empêcher le déménagement de la base de Futenma.

## Résultats électoraux

### Élections municipales
| Année | Parti  | Parti | Municipalité | Voix   | %     | Rang | Issue |
| ----- | ------ | ----- | ------------ | ------ | ----- | ---- | ----- |
| 2000  |        | SE    | Naha         | 73 578 | 52,58 | 1er  | Élu   |
| 2004  | 75 292 | SE    | Naha         | 57,42  |       | 1er  | Élu   |
| 2008  | 70 071 | SE    | Naha         | 55,25  |       | 1er  | Élu   |
| 2012  | 72 475 | SE    | Naha         | 75,55  |       | 1er  | Élu   |

### Élections gouvernorales
| Année | Parti | Parti | Préfecture | Voix    | %     | Rang | Issue |
| ----- | ----- | ----- | ---------- | ------- | ----- | ---- | ----- |
| 2014  |       | SE    | Okinawa    | 360 820 | 51,61 | 1er  | Élu   |